# Али Бонго
Али Бен Бонго Ондимба (на френски: Ali Ben Bongo Ondimba) е габонски политик.
Той е бивш президент на страната от 2009 до 2023 г., министър на отбраната на Габон (1999 – 2009), министър на външните работи (1989 – 1991). Син е на бившия президент Омар Бонго.

## Ранни години
Прекара детството и младостта си във Франция. През 1977 – 1981 г. учи право в Университет Париж-I: Пантеон-Сорбона.
След като завършва следването си, Али Бонго влиза в политиката през 1980-те години и работи в кабинета на баща си. През 1989 г., когато е на 29 години, Али Бонго става министър на външните работи на Габон. 2 години по-късно се поставя възрастово ограничение за поста министър на 35 години, което кара Али Бонго да подаде оставка.
Става член на парламента от Габонската демократическа партия през 1998 г. Избран е за министър на отбраната през 1999 г., когато вече е на 38 години. За президент на страната е избран на 30 август 2009 г.

### Начело на Габон
На 4 септември 2009 г. Конституционният съд в Габон одобрява резултатите от президентските избори, според които Али Бонго е новият държавен глава с 41,7 процента от гласовете. В предаване на живо по габонска телевизия съдът официално го обявява за нов президент на страната. Церемонията по встъпването в длъжност се провежда на 16 октомври.
Председателството на Али Бонго се характеризира с влошаване на отношенията с Франция в сравнение с годините на управлението на Омар Бонго. Дълго време (2008 – 2017) френските власти провеждат антикорупционно разследване, пряко засягащо имуществото на семейство Бонго. Али Бонго е по-малко авторитетен политик от баща си и по този начин Габон вече не може да бъде толкова активен играч в африканската дипломация. На фона на влошаващите се отношения с Франция през 2012 г. Бонго дори заплашва, че ще промени официалния език на Габон от френски на английски.
През август 2015 г., по време на честването на 55-ата годишнина на страната, Али Бонго обявява, че ще дари всички пари, които наследи от баща си, на Фонда за младежта в Габон.
През август 2016 г. Бонго печели президентските избори и е преизбран. Кандидатът от опозицията Жан Пинг не признава резултатите от изборите. В началото на септември в столицата на Габон се случват безредици, по време на които сградата на парламента бива опожарена. Бонго отново обжалва в Конституционния съд, който отново признава победата му на президентските избори в Габон. Бонго встъпва в длъжност на 27 септември 2016 г.
Али Бонго Ондимба претърпява инсулт през октомври 2018 г., след което е приет в болница в Рияд на 24 октомври. Рехабилитационното лечение се провежда в Мароко.
На 7 януари 2019 г. габонските военни превземат държавната радиостанция и обявяват създаването на Националния съвет за реставрация. По-късно същия ден министърът на съобщенията Гай-Бертран Мапонга заявява, че 4-ма от 5-мата главни пучисти са арестувани в столицата от органите на реда, а друг е издирван.
Президентът е свален чрез военен преврат на 30 август 2023 г.

## Личен живот
Женен е за Силвия Бонго Ондимба. Има дъщеря Малик Бонго Ондимба и 2 сина – Нуредин Едуард Бонго Валентин и Джалил Луис Бонго Валентин.
Бонго е известен и като музикант, често пише песни за майка си Дабани Пасианс.